# 外交官の家
外交官の家（がいこうかんのいえ）、または旧内田家住宅（きゅううちだけじゅうたく）は、1910年（明治43年）に建築された塔屋付き木造2階建の西洋館。明治・大正時代の外交官、内田定槌の住宅として東京都渋谷区に建てられたが、現在は神奈川県横浜市中区山手町に所在する。「旧内田家住宅」の名称で1997年（平成9年）に国の重要文化財に指定されている。

## 概要
明治政府の外交官であった内田定槌の邸宅として、1910年（明治43年）にアメリカ人建築家のジェームズ・ガーディナーの設計により東京都渋谷区南平台町に建てられた。
1997年（平成9年）に、内田定槌の孫の宮入久子から横浜市に寄贈され、神奈川県横浜市中区の山手イタリア山庭園に移築復元のうえ一般公開された。同年、国の重要文化財に指定。

## 建物
1階は食堂と客間、2階は寝室や書斎が再現され、展示室にはガーディナーの建築作品や、当時の外交官の暮らしに関する資料が展示されている。附属棟には喫茶コーナーが設けられている。